# Masaru Hashiguchi
Masaru Hashiguchi (født 21. maj 1974) er en tidligere japansk fodboldspiller.
Han har spillet for flere forskellige klubber i sin karriere, herunder Cerezo Osaka og Avispa Fukuoka.